# 1999 DG8
1999 DG8, também escrito como 1999 DG8, é um objeto transnetuniano (TNO) que está localizado no disco disperso, uma região do Sistema Solar. Este corpo celeste possui uma magnitude absoluta (H) de 8,1 e um diâmetro estimado em cerca de 106 km.

## Descoberta
1999 DG8 foi descoberto no dia 10 de fevereiro de 1999 pelos astrônomos D. C. Jewitt, C. A. Trujillo e J. X. Luu.

## Órbita
A órbita de 1999 DG8 tem uma excentricidade de 0.598 e possui um semieixo maior de 82.215 UA. O seu periélio leva o mesmo a uma distância de 33.012 UA em relação ao Sol e seu afélio a 131.419.